# Krugerjeva hiša, Pretoria
Krugerjeva hiša je zgodovinska rezidenca burskega voditelja in predsednika Južnoafriške republike Paula Krugerja v Pretorii. Zgradila sta jo leta 1884 arhitekt Tom Claridge in gradbenik Charles Clark. Za mešanje cementa, iz katerega je bila hiša zgrajena, so namesto vode uporabljali mleko, saj je bil cement, ki je bil na voljo, slabe kakovosti.
Hiša je bila tudi ena prvih v Pretorii, ki je bila osvetljena z elektriko. V hiši je bodisi originalno pohištvo bodisi predmeti iz istega zgodovinskega obdobja, nekatera od številnih daril, ki so bila podarjena Krugerju, pa tudi drugi spominki.
Druga zanimivost hiše sta dva kamnita leva na verandi, ki ju je predsedniku Krugerju 10. oktobra 1896 podaril rudarski magnat Barney Barnato kot rojstnodnevno darilo.
Krugerjeva hiša je zdaj hišni muzej, ki poskuša poustvariti vzdušje obdobja, v katerem je živel Kruger.

## Zgodovina
Ko je predsednik Kruger leta 1863 postal član Volksraada (parlamenta), je kupil več parcel na Church Street. Prvotno je imel hišo vzhodno od današnjega muzeja Krugerjeve hiše, kasneje pa še eno zahodno od njega. Julija 1884 se je družina Kruger preselila v hišo, opisano v tem članku, ki jo je zgradil ugledni poslovnež Alois Hugo Nellmapius. 14. avgusta istega leta je predsednik na večerji v svoji »novi uradni rezidenci« gostil 60 gostov, med njimi člane Volksraada, odvetnike, člane kabineta in pastorje.
Krugerjeva hiša prikazuje mešanico slogov. Zatrepi z venci, letve na vhodnih vratih in ometane letve kažejo poznorenesančne pridihe, sprednja in zadnja veranda pa kažeta azijski vpliv. Hiša je podolgovata, preprosta in robustna stavba. Sprednji del hiše krasita dva velika salona, za njim pa štiri spalnice. Dolga, široka veranda je postala znana kot prostor, kjer je predsednik pogosto sedel in včasih sprejemal obiskovalce.
Predsednik in gospa Kruger sta v hiši Kruger živela približno 15 let in 10 mesecev, od julija 1884 do maja 1900. Njuni otroci – razen Tjaarta, najmlajšega – so bili že poročeni. 29. maja 1900, malo preden so Britanci zavzeli Pretorio, je predsednik zadnjič zapustil svoj dom. Njegova žena je ostala do svoje smrti leta 1901. Družina, prijatelji in simpatizerji so ga prišli pozdravit. Fant po imenu James F. Smith je prav tako prinesel 29.000 podpisanih sožalj ameriških fantov.
Malo pred predsednikovo smrtjo leta 1904 je Frederik Christoffel Eloff, predsednikov zet, kupil Krugerjevo hišo iz zapuščine in jo registriral na ime svojega sina Dirka Postme Eloffa. V njegovi odsotnosti je bila hiša brez njegove vednosti oddana v najem kot prenočišče z zajtrkom pod imenom Predsedništvo.
Predsednik Kruger je bil pokopan v Pretorii 16. decembra 1904. Pogrebna slovesnost je bila na posestvu med Krugerjevo hišo in Pretorijsko reformirano cerkvijo (GKSA) na nasprotni strani ulice. Od aprila 1920 je bila Krugerjeva hiša oddana v najem babiški šoli Bond of Afrikaanse Moeders kot porodnišnica. Mnogi Afrikanci se zato lahko pohvalijo, da so se med letoma 1920 in 1932 rodili v Krugerjevi hiši.
Medtem se je mnenje obrnilo v smeri, da bi Krugerjeva hiša postala muzej. Ko so več Krugerjevih predmetov zavarovali iz muzeja Dordrechts na Nizozemskem in jih prinesli nazaj v Pretorio, je to le še povečalo zagon; nekateri od teh predmetov so bili prvotno razstavljeni v Starem nacionalnem muzeju kulturne zgodovine na ulici Boom.
Hiša je bila uradno odprta kot muzej 10. oktobra 1934, in sicer jo je odprl gospod Albert Kuit. Ljudje, povezani s predsednikom, vključno z gospo LJ Jacobz, polkovnikom Hermanusom Christiaanom Bredellom, dr. A. Heymansom in gospodično J. van Broekhuizen, so podarili dragocene fotografije in druge osebne spominke. 6. aprila 1936 je bila hiša razglašena za nacionalno dediščino. Od takrat je bilo zgrajenih nekaj gospodarskih poslopij za shranjevanje velikega števila Krugerjevih spominkov, pa tudi stanovanje in pisarno. Leta 1952 je Južnoafriška uprava železnic in pristanišč podarila predsednikov osebni vagon vlaka, ki ga je Krugerjeva hiša kasneje razstavila na vrtu pod krošnjami.
Muzej Krugerjeva hiša je bil zaupan Narodnemu muzeju kulturne zgodovine in muzeju na prostem (afrikansko Nasionale Kultuurhistoriese en Opelugmuseum ali NASKO). 10. oktober 1984, stoletnica hiše, je bila tudi 50. obletnica muzejskega statusa hiše.